# Thalysies
Les Thalysies, du grec ancien Θαλύσια qui désignaient les prémices, étaient une fête rurale qui se déroulait dans différentes régions de Grèce antique après la fin des récoltes. Nous n’avons que peu de détails sur son contenu.
Chez Homère, elle semble consister en des offrandes/sacrifices à tous les dieux. Chez Athénée, il est précisé que le premier pain fait des prémices se nomme thalysion (θαλύσιον) et sa consommation semble avoir un aspect magico-religieux. On le consommait « pour que les champs produisent encore l'année suivante ».
Théocrite dans l’une de ses idylles donne quelques détails sur une fête des Thalysies telle qu’elle se déroulait à son époque (IIIe siècle av. J.-C.) sur l’île de Cos où il séjourna. La fête est organisée par des propriétaires terriens pour remercier Déméter d’avoir permis une récolte abondante. Elle se déroule à la fin de l’été/début de l’automne et revêt un caractère bucolique, il s’agit d’un repas où l’on va offrir les prémices à la déesse. On a dressé sur l’aire de battage un autel à Déméter, les hôtes sont étendus selon une vieille coutume sur des jonchées de roseaux et de pampres, l’on boit un vin fameux et l’on adresse une prière à la déesse : « Qu’il me soit permis de plonger de nouveau mon van dans un tas de grain et de la voir [Déméter] me sourire en tenant des gerbes de blé et du pavot. » 
Dionysos semble aussi avoir été associé à Déméter pendant certaines Thalysies. Elles pourraient être en relation avec d’autres fêtes telles que les Pyanepsies qui concernaient la récolte des fruits. Les Halôa ont parfois été considérées comme l’équivalent en Attique des Thalysies mais c’est plus douteux.

## Sources
- Athénée, Deipnosophistes [détail des éditions] (lire en ligne), III, 114 a[4].
- Homère, Iliade [détail des éditions] [lire en ligne], IX, 534.
- Théocrite, Idylles, VII.